# 구스타프 클라이캄프
구스타프 클라이캄프 (Gustav Kleikamp, 1896년 3월 8일 ~ 1952년 9월 3일)은 제2차 세계 대전에 참전한 크릭스마리네의 제독(Vizeadmiral)이다. 1913년 독일 제국 해군 사관생도로 입학했으며, 2급 철십자장을 수여받은 사람 중 한명이다.

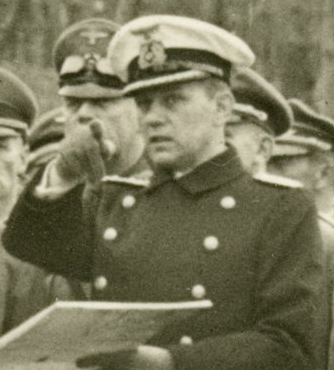
Gustav Kleikamp